# Ганс-Петер Кандлер
Ганс-Петер Кандлер (нім. Hans-Peter Kandler; нар. 2 квітня 1956) — колишній австрійський тенісист.
Найвищу одиночну позицію світового рейтингу — 136 місце досяг 3 березня 1986, парну — 256 місце — 2 січня 1984 року.

## Титули на челленджерах

### Одиночний розряд: (1)
| Ранг | Рік  | Турнір          | Покриття | Суперник          | Рахунок       |
| ---- | ---- | --------------- | -------- | ----------------- | ------------- |
| 1.   | 1985 | Кадуна, Нігерія | Ґрунт    | Альфонсо Гонсалес | 2–6, 6–4, 6–0 |